# Bletiken (Vilhelmina socken, Lappland, 722881-150428)
Bletiken är en sjö i Vilhelmina kommun i Lappland och ingår i Ångermanälvens huvudavrinningsområde. Sjön har en area på 0,219 kvadratkilometer och ligger 514,7 meter över havet. Sjön avvattnas av vattendraget Matskanån.

## Delavrinningsområde
Bletiken ingår i det delavrinningsområde (722852-150314) som SMHI kallar för Inloppet i Stor-Sutsjaure. Medelhöjden är 541 meter över havet och ytan är 2,84 kvadratkilometer. Räknas de 3 avrinningsområdena uppströms in blir den ackumulerade arean 20,1 kvadratkilometer. Matskanån som avvattnar avrinningsområdet har biflödesordning 3, vilket innebär att vattnet flödar genom totalt 3 vattendrag innan det når havet efter 393 kilometer. Avrinningsområdet består mestadels av skog (90 procent). Avrinningsområdet har 0,22 kvadratkilometer vattenytor vilket ger det en sjöprocent på 7,7 procent.